# Proteuxoa basisticha
Proteuxoa basisticha är en fjärilsart som beskrevs av Turner 1908. Proteuxoa basisticha ingår i släktet Proteuxoa och familjen nattflyn. Inga underarter finns listade i Catalogue of Life.